# Joseph d'Ortigue
Joseph Louis d’Ortigue, né le 22 mai 1802 à Cavaillon et mort le 20 novembre 1866 à Paris, est un musicographe, critique musical et historien de la musique français. Il a aussi été écrivain et compositeur et a même tenté de s’engager en politique, mais ces activités sont restées très secondaires. Il était le cousin de Castil-Blaze. 

## Biographie
Après ses études secondaires à Cavaillon, il suit des études de droit à Aix-en-Provence et devient avocat à Paris puis, pendant quelques mois, juge-auditeur à Apt. Cependant, le jeune homme est intéressé, non par le droit, mais par la musique et par la religion catholique. Ce double intérêt fait de lui un personnage marquant dans la musique sacrée. Dès son premier séjour à Paris, il s’intéresse à la vie musicale et publie un premier article de critique en 1827. En 1829, il abandonne définitivement la carrière juridique et s’installe à Paris, revenant toutefois chaque été en Provence. Revenu dans la capitale, il commence à publier des articles, soit sur la musique, soit sur des questions religieuses. 
Il commence à se faire connaître dans le monde de la critique par la publication de sa Guerre des dilettanti, dans lequel il s’en prend à la musique de Rossini. Il publie au cours des années suivantes des articles musicaux dans plusieurs périodiques, en particulier le Correspondant. 
Il rencontre deux hommes qui exerceront sur lui une profonde influence, l’un dans le domaine musical, Hector Berlioz, l’autre du point de vue religieux, Félicité de Lamennais. En avril 1833, il publie Le Balcon de l’Opéra, qui reprend en grande partie des articles antérieurs. Cette nouvelle publication assoit sa réputation de critique dans le milieu parisien. Il fréquente ainsi de grandes figures de la vie littéraire et artistique, notamment le groupe Jeune France. En 1834, il publie un roman partiellement autobiographique, La Sainte-Baume, narrant le pèlerinage de deux artistes à la Sainte-Baume. 
Dans les années 1830, il écrit de nombreux articles de critique musicale mais aussi littéraire dans la Quotidienne et dans d’autres journaux, plutôt d’inspiration catholique et conservatrice, ainsi qu’à la Revue de Paris. 
Il épouse en 1835 Suzanne François dite « Fanny » et s’installe avec elle à Issy-les-Moulineaux. Ils auront ensemble deux filles et un garçon. En 1837, il publie quelques nouvelles édifiantes également destinées à des publications d’inspiration catholique. 
Le 10 avril 1837, il est officiellement chargé par François Guizot « de rechercher et de réunir les divers matériaux relatifs à l’histoire de la musique religieuse au Moyen Âge ». Cette décision est liée au grand intérêt porté à l’époque tant à l’histoire de la musique qu’au Moyen Âge. Cette tâche confiée à d’Ortigue s’inscrit dans les actions du Comité des travaux historiques et scientifiques, créé quelques années auparavant. Cette décision lui procure un revenu plus pérenne et lui permet d’habiter de nouveau à Paris. Cependant ce travail prendra rapidement du retard et ne produira pas tous les effets escomptés par le Comité.
En 1837, il est associé à une entreprise de facture d’orgues, John Abbey & Cie, qui fait long feu. En 1842, il tente à nouveau de s’associer avec la maison Daublaine, dans la même optique. Cette nouvelle entreprise ne sera guère plus heureuse. Parallèlement, à partir de 1839, le critique est nommé professeur de chant choral au lycée Henri-IV. Il occupera son poste jusqu’en 1866, année où il sera finalement révoqué, peu avant sa mort. Cependant, il lui arrivait de « sous-traiter » son enseignement à des « auxiliaires ». 
Il continue son activité de critique, même s’il lui consacre moins de temps avec ses intérêts pour l’histoire de la musique. En 1838, il prend la défense de l’opéra de Berlioz, Benvenuto Cellini, en publiant un long et sévère pamphlet contre l’Opéra de Paris, De l’école musicale italienne. 
À partir de 1840, il s’installe à la Nouvelle Athènes, square d’Orléans (9e arrondissement de Paris), ce qui le rapproche encore de la « génération romantique » qu’il fréquente assidûment. Ses recherches historiques, concentrés sur la musique médiévale et presque exclusivement sur la musique sacrée, aboutissent en 1853 à la publication, sous sa direction, du Dictionnaire de plain-chant. Il est parmi les premiers à travailler à la réhabilitation du chant grégorien, ce qui lui vaut d’être nommé, en 1856, à la « Commission du chant ecclésiastique ». Il rencontre Louis Niedermeyer et apporte sa contribution au journal rédigé par ce dernier, la Maîtrise. 
Après la Révolution de février 1848, il tente une carrière politique dans le camp des « républicains chrétiens » mais sa candidature à la députation à Cavaillon est un échec qui le fait renoncer. 
Pendant toutes ces années, et jusqu’à la fin de sa vie – son dernier article date d’un mois avant sa mort –, il ne renonce pas à la critique. Il y est d’ailleurs de mieux en mieux reconnu, puisqu’il se voit confier le prestigieux feuilleton du Journal des Débats, où Castil-Blaze, Jules Janin et Berlioz avaient écrit avant lui. C’est lui qui publiera une des premières critiques parisiennes du Tannhäuser de Richard Wagner (1861). Il entretenait des relations d’amitié fraternelle avec le critique et homme de lettres Armand de Pontmartin.